# افرای روشن
افرای روشن (نام علمی: Acer lucidum) نام یک گونه از سرده افرا است.